# Mauricio Lara
Pour les articles homonymes, voir Lara.
Mauricio Lara est un boxeur mexicain né le 23 février 1998 à Mexico.

## Carrière
Passé professionnel en 2015, il devient champion du monde des poids plumes WBA le 18 février 2023 après sa victoire par arrêt de l'arbitre au 7e round contre Leigh Wood. Lara est en revanche battu lors du combat revanche le 27 mai suivant.